# الرزاق (أسماء الله الحسنى)
الرزاق اسم من أسماء الله الحسنى، وهو مبالغة من رزق للدلالة على الكثرة، والرزق هو كل ما ينتفع به والرزق رزقان: رزق الأجسام بالأطعمة ونحوها، ورزق الأرواح بالعلوم والمعارف وهو أشرف الرزقين لأن ثمرته باقية وبه حياة الأبد، ورزق الأبدان إلى مدة قريبة الأمد، وقال الله ﴿وَمَا مِن دَابَّةٍ فِي الْأَرْضِ إِلَّا عَلَى اللَّهِ رِزْقُهَا﴾.

## في القرآن الكريم
قد ورد اسم الرزاق مرة واحدة في القرآن الكريم في سورة الذاريات. في قوله تعالى: ﴿إِنَّ اللَّهَ هُوَ الرَّزَّاقُ ذُو الْقُوَّةِ الْمَتِينُ ۝٥٨﴾

## في السنة النبوية
ورد في حديث رسول الله ﷺ:
| الرزاق (أسماء الله الحسنى) | إن الله هو المسعِّر، القابض، الباسط، الرازق | الرزاق (أسماء الله الحسنى) |

## أقوال العلماء في اسم الله الرزاق
قال ابن القيم في نونيته:
وقال ابن القيم أيضًا:
ورزق الله لعباده نوعان: عام وخاص.

### الرزق العام
فالرزق العام: هو ما يوصله لجميع المخلوقات مما تحتاجه في معاشها وقيامها، فسهل لها الأرزاق، ودبرها في أجسامها، وساق إلى كل عضو صغير وكبير ما يحتاجه من القوت، وهذا عام للبر والفاجر والمسلم والكافر، بل للآدميين والجن والحيوانات كلها، وعام أيضاً من وجه آخر في حق المكلفين، فإنه قد يكون من الحلال الذي لا تبعة على العبد فيه، وقد يكون من الحرام ويسمى رزقاً ونعمة بهذا الاعتبار، ويقال (رزق الله) سواء ارتزق من حلال أم من حرام وهو مطلق رزق.

### الرزق الخاص
والرزق المطلق هو وهو الرزق النافع المستمر نفعه في الدنيا والآخرة، وهو الذي على يد الرسول ﷺ، وهو أيضاً قسمان:
1. رزق القلوب بالعلم والإيمان وحقائق ذلك، فإن القلوب مفتقرة غاية الافتقار إلى أن تكون عالمة بالحق مريدة له متألهة لله متعبدة، وبذلك يحصل غناها ويزول فقرها.
2. ورزق البدن بالرزق الحلال الذي لا تبعة فيه، فإن الرزق الذي خص به المؤمنين والذي يسألونه منه شامل للأمرين، فينبغي للعبد إذا دعا ربه في حصول الرزق أن يستحضر بقلبه هذين الأمرين، فمعنى «اللهم ارزقني» أي ما يصلح به قلبي من العلم والهدى والمعرفة ومن الإيمان الشامل لكل عمل صالح وخلق حسن، وما به يصلح بدني من الرزق الحلال الهنيّ الذي لا صعوبة فيه ولا تبعة تعتريه.